# 稻田仰卧秆萤蔺
稻田仰卧秆萤蔺（学名：Schoenoplectiella lateriflora）为莎草科萤蔺属下的一个种。